# Under the Influence of Love
«Under the Influence of Love» es una canción interpretada por el trío Love Unlimited. Fue publicado en marzo de 1974 como el tercer y último sencillo del segundo álbum de estudio del trío, Under the Influence of... Love Unlimited (1973).

## Recepción de la crítica
Un escritor no especificado de la revista Cash Box describió «Under the Influence of Love» como “el sencillo más fuerte de Love Unlimited hasta la fecha”. Un escritor no especificado de la revista Billboard escribió: “Un grandioso escenario orquestal marca el tono de este conmovedor y fluido esfuerzo vocal de las chicas. Esta es una producción vocal/instrumental bien integrada que suena mejor con cada escuchada”.

## Lista de canciones
Todas las canciones escritas y compuestas por Barry White y Paul Politi.
1. «Under the Influence of Love» – 3:18
2. «Under the Influence of Love» (instrumental) – 4:18

## Posicionamiento
| Gráfica (1974)                              | Pico de posición |
| ------------------------------------------- | ---------------- |
| Estados Unidos (Billboard Hot 100)          | 76               |
| Estados Unidos (Billboard Hot Soul Singles) | 70               |
| Estados Unidos (Cash Box Top 100 Singles)   | 87               |